# Fausto Lucarelli
Fausto Lucarelli (... – 11 novembre 1968) è stato un calciatore argentino, di ruolo attaccante.

## Caratteristiche tecniche
Giocava come interno sinistro o come centravanti.

## Palmarès

### Individuale
- Capocannoniere della Copa Campeonato: 1

1920 (15 gol)